# Kyoto Tower
Kyoto Tower (jap. 京都タワー Kyōto-tawā) - wieża widokowa i TV, o wysokości 131 m, usytuowana naprzeciwko głównego dworca kolejowego w Kioto, w Japonii.

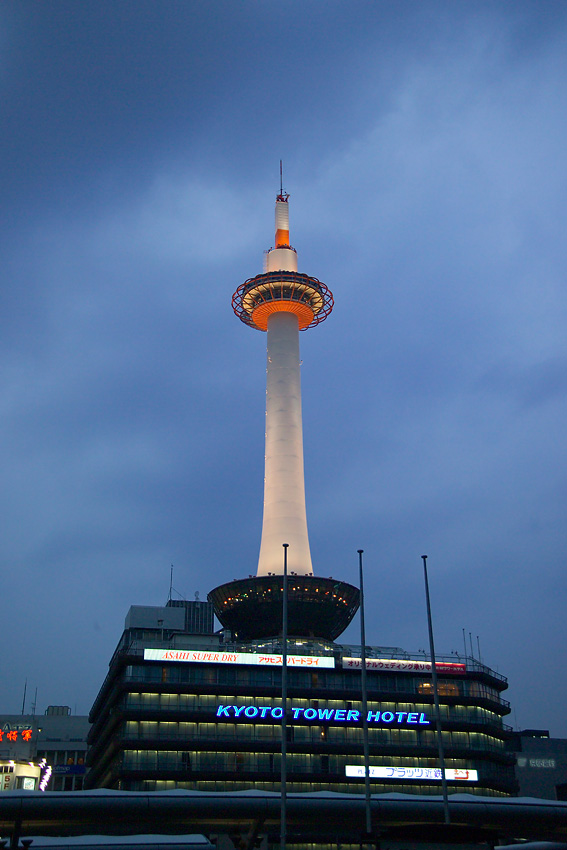
Kyoto Tower

Najwyższa budowla w Kioto. Wieża wieńczy 9-piętrowy hotel Kyoto Tower Hotel. Została zaprojektowana według sugestii i projektu architektów Kyoto University: Makoto Tanahashiego i Mamoru Yamady.
Wieża została otwarta pod koniec grudnia 1964 roku.